# Rangdu (Seririt)
Rangdu is een bestuurslaag in het regentschap Buleleng van de provincie Bali, Indonesië. Rangdu telt 816 inwoners (volkstelling 2010).